# Galerie der Freundschaft

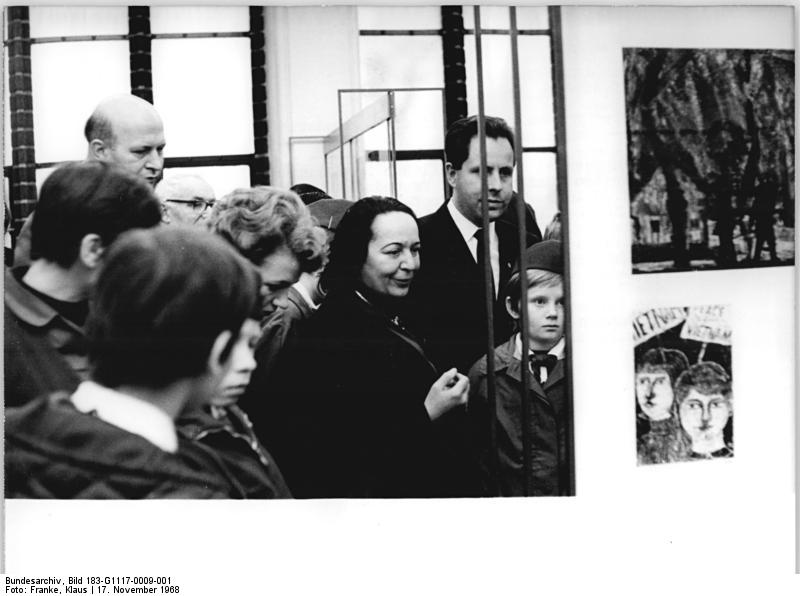
I. Zentrale Galerie der Freundschaft, Eröffnung: Berlin, 17. November 1968

Die Galerie der Freundschaft war in der DDR eine Ausstellungsabfolge, die der Präsentation und Prämierung von Schülerkunst diente.

## Geschichte
Die Galerie der Freundschaft war ab Mitte der 1960er Jahre eine laienkünstlerische Initiative der Massenorganisationen FDJ und „Ernst-Thälmann“-Pioniere. Zur Beteiligung aufgerufen waren alle Mädchen und Jungen im Alter von fünf bis 18 Jahren, die malerisch, gestalterisch oder fotokünstlerisch während der Freizeit in Arbeitsgemeinschaften oder (ab 1973) nach Vorgaben im Kunstunterricht tätig waren und „Vorzeigbares“ hervorgebracht hatten. Die besten Arbeiten traten in einen Wettbewerb, zunächst auf Kreisebene, dann auf Bezirksebene und schließlich auf Landesebene. Die jeweiligen Ausstellungen hießen „Galerien der Freundschaft“ und die „höchste Stufe“ war die „Zentrale Galerie der Freundschaft“, die erstmals im November 1968 in Berlin eingerichtet wurde. Danach fand die finale Ausstellung mit Endausscheidung im Zweijahresturnus auch in anderen Städten der DDR statt, kehrte aber häufig nach Berlin zurück. Als Auszeichnungen gab es Gold-, Silber- und Bronzemedaillen. Die Zulassung zur Zentralen Galerie der Freundschaft und die Gewinner wurden durch eine Jury bestimmt. Die Anzahl der in den von der FDJ organisierten lokalen Ausstellungen gezeigten Exponate lag im mittleren bis hohen sechsstelligen Bereich.

## Aufgabe
Die Initiative verfolgte das Ziel, noch mehr junge DDR-Bürger für bildkünstlerische Beschäftigungen zu gewinnen. Letztlich hatte diese Beschäftigung den tieferen Sinn, „die rezeptive und produktive Aneignung der Inhalte und Ergebnisse der geistigen Kultur des Sozialismus und des progressiven, humanistischen und revolutionären kulturellen Erbes“ zu fördern und so „sozialistische Persönlichkeiten“ herauszubilden.